# São Gonçalo
São Gonçalo, offiziell Município de São Gonçalo, ist eine Großstadt im brasilianischen Bundesstaat Rio de Janeiro. Die Stadt liegt am Ostufer der Guanabara-Bucht gegenüber der Stadt Rio de Janeiro, nördlich der Stadt Niterói.
Nach der Volkszählung des Instituto Brasileiro de Geografia e Estatística (IBGE) von 2010 hatte sie 999.728 Einwohner. Sie ist damit die zweitbevölkerungsreichste Stadt des Bundesstaates. Laut Schätzung vom 1. Juli 2020 hatte sie 1.091.737 Einwohner, „Gonçalenser“ genannt, die auf einer Gemeindefläche von rund 248,2 km² leben.

## Geschichte
Am 6. April 1579 gründete der Kolonialherr Gonçalo Gonçalves den Ort São Gonçalo. Er ließ die Kapelle São Gonçalo D'Amarante errichten als Inbegriff der erfolgten Kolonialisation. Diese Kapelle befand sich an dem Ort, an dem heute die Hauptkirche von São Gonçalo steht.
Zu Beginn der Kolonialisierung gab es im Gebiet von São Gonçalo das indigene Volk der Tamoios, die die Gegend bis nach Angra dos Reis besiedelten. Zu Beginn des 17. Jahrhunderts wurde durch die Jesuiten ein Bauernhof gegründet, der sich auf dem heutigen Gebiet von Colubandê befand. Das Haupthaus dieser Fazenda ist bis heute erhalten und beherbergt die Forstpolizei des Bundesstaats Rio de Janeiro.
Im Jahre 1646 wurden in der Gegend 6000 Einwohner gezählt.
Am 22. September 1890 wurde São Gonçalo zum Distrikt und damit politisch unabhängig vom südlich anschließenden Niterói. Am 27. Dezember 1929 wurde der schnell wachsende Ort zur Stadt ausgerufen. In der Zeit von 1940 bis 1950 begann der Prozess der Industrialisierung dieser Region in großem Umfang. Es wurden Fabriken und Industrien errichtet und São Gonçalo erhielt den Spitznamen „Manchester Fluminense“.

## Stadtgliederung
Der Munizip ist in fünf Distrikte aufgeteilt: São Gonçalo, Ipiiba, Monjolos, Neves und Sete Pontes, sowie der Sitz des Munizips in insgesamt 93 offizielle Stadtteile (bairros), wobei es auch zu illegalen Besiedlungen in Favelas kommen kann.

## Stadtverwaltung
Die Exekutive wird durch eine Stadtpräfektur (prefeitura municipal) geleistet, der eine Legislative, die Beigeordnetenkammer (câmara municipal) an der Seite steht.
Nach der Kommunalwahl 2012 wurde Neílton Mulim da Costa (* 1962), kurz Neílton Mulim, der Partido da República (PR) in Nachfolge von Aparecida Panisset der Partido Democrático Trabalhista (PDT) für die Amtszeit 2013 bis 2016 gewählt.
Für die Amtszeit 2017 bis 2020 wurde der Mediziner (Anästhesist) José Luiz Nanci der Partei Cidadania mit 53,63 % der gültigen Stimmen bei der Kommunalwahl 2016 zum Stadtpräfekten gewählt. Nanci war zuvor Abgeordneter der Legislativversammlung des Bundesstaats Rio de Janeiro.

## Söhne und Töchter der Stadt
- José de Almeida Batista Pereira (1917–2009), katholischer Geistlicher, Bischof von Guaxupé
- Mayuto Correa (* 1943), Musiker
- Roberto Miranda (* 1944), Fußballspieler
- Luiz Henrique da Silva Brito (* 1967), katholischer Geistlicher, Bischof von Barra do Piraí-Volta Redonda
- Bismarck Barreto Faria (* 1969), Fußballspieler
- Welberth Rezende (* 1975), Landes- und Kommunalpolitiker
- Claudia Leitte (* 1980), Sängerin
- Carlos Henrique dos Santos Souza (* 1983), Fußballspieler
- Paulo Marcos de Jesus Ribeiro (* 1986), Fußballspieler
- Rodrigo Souza (* 1987), Fußballspieler
- Bamba Anderson (* 1988), Fußballspieler
- Matheus Dória (* 1994), Fußballspieler
- Yann Motta Pinto (* 1999), Fußballspieler
- Vinícius Júnior (* 2000), Fußballspieler
- Marcos Paulo (* 2001), Fußballspieler